# Вону
Чон Вон У (кор. 전원우; род. 17 июля 1996), более известный как Вону (кор. 원우) — южнокорейский певец и рэпер. Он является членом бой-бэнда Seventeen и её подгруппы JxW под управлением Pledis Entertainment.

## Ранняя жизнь и образование
Чон Вон У родился в Чханвоне, Южная Корея, 17 июля 1996 года. Он учился в Школе исполнительских искусств Сеула и окончил её в 2015 году.

## Карьера

### 2011—2014: Пре-дебют
Вону присоединился к Pledis Entertainment в 2011 году, где мы в течение четырех лет проходили обучение пению и танцам. В качестве стажера он участвовал, начиная с первого сезона, в онлайн-реалити-шоу «Seventeen TV», которое представляло стажеров Pledis и показывало потенциальных участников мужской группы Seventeen перед их официальным дебютом. Шоу периодически транслировалось на Ustream, где участники показывали, как они тренируются, поют, создают хореографические постановки и играют в игры. Онлайн-шоу также включало участие в концертах под названием «Like Seventeen».

### 2015—н.в: Seventeen и сольная деятельность
В 2015 году Вону дебютировал в составе южнокорейской мужской группы Seventeen 29 мая с расширенным альбомом 17 Carat. В составе группы из 13 человек он был выбран в качестве участника хип-хоп-подразделения. С момента своего дебюта в Seventeen он принял участие в написании более 35 песен, большинство из которых были исполнены хип-хоп подгруппой.
В 2021 году Вону и Мингю выпустили цифровой сингл под названием «Bittersweet» с участием Ли Хай. После выхода «Bitterswee»t занял первое место в песенном чарте iTunes в десяти регионах.
В 2022 году Вону выпустил кавер-версию песни IU «Knees» в память о своей покойной матери.
В 2023 году Вону был показан в сериале «Mindset» от Dive Studio, выпустившей три эпизода, в которых подробно описывались его отношения со своим психическим здоровьем.
В 2024 году Вону и его коллега по группе Джонхан дебютировали в качестве второго официального саб-юнита Seventeen под названием Jeonghan X Wonwoo, также известного как JxW, с синглом-альбомом This Man. В альбом вошли три трека, включая первую коммерчески выпущенную сольную песню Вону «Leftover», авторство которой приписывается ему.This Man добился коммерческого успеха, побив рекорд продаж за первую неделю для альбома, выпущенного саб-юнитом K-pop группы, в течение четырех дней после его выхода.

## Другая деятельность

### Мода и посол брендов
В ноябре 2022 года Вону был объявлен в качестве новой соло-модели южнокорейского косметического бренда Huxley. В июне 2023 года Вону впервые появился на обложке японского модного журнала Men's Non-no вместе с участником Seventeen DK. В дальнейшем они появлялись и в других выпусках, посвященных моде. Он снова появился на обложке июльского номера журнала за 2024 год вместе с Джонханом, чтобы прорекламировать This Man. В сентябре 2023 года Вону посетил открытие нового магазина роскошного британского модного дома Burberry в Сеул.
В марте 2024 года Вону посетил мероприятие для бренда роскошных чемоданов Rimowa в Сеуле. В апреле он был объявлен новой глобальной моделью южнокорейского косметического бренда The Face Shop. В июне Вону вместе с участниками Seventeen S.Coups и Верноном стали новыми глобальными послами бренда Chitato, индонезийского бренда закусок Indofood.

### Благотворительность
В марте 2019 года Вону пожертвовал личные вещи для аукциона Nabiya Cat Shelter, приюта для животных в Сеуле. Он снова пожертвовал вещи для аукциона 2022 года.

## Личная жизнь
Вону живет в Сеуле с Мингю. Он увлекается видеоиграми и часто ведет прямые трансляции игр на Weverse. Он является фанатом южнокорейской киберспортивной команды T1.

## Дискография

### Синглы
| Название                                                                               | Год  | Наивысшая позиция | Наивысшая позиция | Наивысшая позиция | Альбом            |
| Название                                                                               | Год  | KOR               | JPN Hot           | JPN Dig           | Альбом            |
| -------------------------------------------------------------------------------------- | ---- | ----------------- | ----------------- | ----------------- | ----------------- |
| «Bittersweet» (с Мингю, feat. Ли Хай)                                                  | 2021 | —                 | —                 | —                 | Неальбомный сингл |
| «Last Night» (어젯밤; guitar by Park Ju-won) (с Джонханом)                             | 2024 | 25                | 3                 | 34                | This Man          |
| «Leftover» (휴지통)                                                                    | 2024 | 74                | —                 | —                 | This Man          |
| "—" означает запись, которая не попала в чарты или не была выпущена на этой территории |      |                   |                   |                   |                   |

### Композитор
Все права взяты из Korea Music Copyright Association.
| Год  | Артист       | Песня                                                                    | Альбом                          | Слова | Слова                                                                              | Музыка | Музыка                                      |
| Год  | Артист       | Песня                                                                    | Альбом                          | Права | Совместно                                                                          | Права  | Совместно                                   |
| ---- | ------------ | ------------------------------------------------------------------------ | ------------------------------- | ----- | ---------------------------------------------------------------------------------- | ------ | ------------------------------------------- |
| 2015 | Seventeen    | «Ah Yeah»                                                                | 17 Carat                        | Yes   | S.Coups, Woozi, Mingyu, Vernon                                                     | No     | N/A                                         |
| 2015 | Seventeen    | «Fronting» (표정관리) (S.Coups, Hoshi, Wonwoo, Woozi, Mingyu and Vernon) | Boys Be                         | Yes   | S.Coups, Woozi, Mingyu, Vernon                                                     | No     | N/A                                         |
| 2015 | Seventeen    | «Mansae» (만세)                                                          | Boys Be                         | Yes   | Bumzu, S.Coups, Woozi, Mingyu, Vernon                                              | No     | N/A                                         |
| 2015 | Seventeen    | «Rock»                                                                   | Boys Be                         | Yes   | S.Coups, Woozi, Vernon                                                             | No     | N/A                                         |
| 2015 | Seventeen    | «Chuck» (엄지척)                                                         | Love & Letter                   | Yes   | S.Coups, Woozi, Mingyu, Dino, Vernon                                               | No     | N/A                                         |
| 2015 | Seventeen    | «Still Lonely» (이놈의인기)                                              | Love & Letter                   | Yes   | Woozi, Hoshi, Vernon, Seungkwan                                                    | No     | N/A                                         |
| 2015 | Seventeen    | «Monday to Saturday» (만세) (Hip Hop Team Version)                       | Love & Letter                   | Yes   | Bumzu, S.Coups, Woozi, Mingyu, Vernon                                              | No     | N/A                                         |
| 2015 | Seventeen    | «Love Letter» (사랑쪽지)                                                 | Love & Letter                   | Yes   | S.Coups, Woozi, Mingyu, Vernon                                                     | No     | N/A                                         |
| 2016 | Seventeen    | No F.U.N                                                                 | Love & Letter - Repackage album | Yes   | Woozi, Hoshi, Vernon, S.Coups, Seungkwan, Dino                                     | No     | N/A                                         |
| 2016 | Seventeen    | «Space» (끝이안보여)                                                     | Love & Letter - Repackage album | Yes   | Bumzu, S.Coups, Mingyu, Vernon                                                     | No     | N/A                                         |
| 2016 | Seventeen    | «Boom Boom» (붐붐)                                                       | Going Seventeen                 | Yes   | Bumzu, S.Coups, Woozi, Mingyu, Vernon                                              | No     | N/A                                         |
| 2016 | Seventeen    | «Lean On Me» (기대) (Hip Hop Team)                                       | Going Seventeen                 | Yes   | Bumzu, S.Coups, Mingyu, Vernon                                                     | No     | N/A                                         |
| 2017 | Seventeen    | «Flower» (S.Coups, Seungkwan, Wonwoo, The8, Jeonghan, & Dino)            | Teen, Age                       | Yes   | S.Coups, The8, Dino, Seungkwan, Jeonghan, Woozi, Bumzu                             | No     | N/A                                         |
| 2017 | Seventeen    | «Trauma» (Hip Hop Team)                                                  | Teen, Age                       | Yes   | S.Coups, Mingyu, Vernon                                                            | No     | N/A                                         |
| 2017 | Seventeen    | «Campfire» (캠프파이어)                                                  | Teen, Age                       | Yes   | Bumzu, S.Coups, Woozi, Mingyu, Vernon, DK, Seungkwan, The8, Jeonghan               | No     | N/A                                         |
| 2018 | Seventeen    | «Thinkin' About You»                                                     | Director's Cut                  | Yes   | Woozi, Bumzu, Vernon, S.Coups, Mingyu                                              | No     | N/A                                         |
| 2018 | Seventeen    | «MMO» (Hip Hop Team)                                                     | Неальбомные синглы              | Yes   | S.Coups, Mingyu, Vernon                                                            | No     | N/A                                         |
| 2018 | Seventeen    | «Joker» (Hip Hop Team)                                                   | Неальбомные синглы              | Yes   | S.Coups, Mingyu, Vernon                                                            | No     | N/A                                         |
| 2018 | Seventeen    | «Un Haeng Il Chi» (언행일치)(言行一致) (Hip Hop Team)                    | Неальбомные синглы              | Yes   | Bumzu, S.Coups, Mingyu, Vernon                                                     | No     | N/A                                         |
| 2018 | Seventeen    | «What's the Problem» (Hip Hop Team)                                      | Неальбомные синглы              | Yes   | S.Coups, Mingyu, Vernon                                                            | No     | N/A                                         |
| 2018 | Seventeen    | «Holiday»                                                                | You Make My Day                 | Yes   | Bumzu, Woozi, S.Coups                                                              | No     | N/A                                         |
| 2018 | Seventeen    | «What's Good» (Hip Hop Team)                                             | You Make My Day                 | Yes   | S.Coups, Mingyu, Vernon                                                            | No     | N/A                                         |
| 2018 | Seventeen    | «Our Dawn Is Hotter Than Day» (우리의새벽은낮보다뜨겁다)                 | You Make My Day                 | Yes   | Bumzu, S.Coups, Woozi, Mingyu, Vernon                                              | No     | N/A                                         |
| 2018 | Seventeen    | «Chilli» (칠리) (Hip Hop Team)                                           | You Make My Day                 | Yes   | S.Coups, Mingyu, Vernon                                                            | No     | N/A                                         |
|      | Tobi Lou     | «17cg»                                                                   | Live on Ice                     | Yes   | Bumzu, S.Coups, Woozi, Park Ki-tae, Tobi Lou                                       | Yes    | Bumzu, S.Coups, Woozi, Park, Tobi Lou       |
| 2019 | Seventeen    | «Back It Up» (Hip Hop Team)                                              | An Ode                          | Yes   | S.Coups, Mingyu, Vernon                                                            | No     | N/A                                         |
| 2020 | Seventeen    | «I wish» (좋겠다)                                                        | Heng:garæ                       | Yes   | Bumzu, Woozi, Hwang Hyeon                                                          | No     | N/A                                         |
| 2020 | Seventeen    | «Light a Flame» (마음에불을지펴) (Jun, Hoshi, Wonwoo and Woozi)          | Semicolon                       | Yes   | Bumzu, Woozi, Hoshi                                                                | No     | N/A                                         |
| 2021 | Вону и Мингю | «Bittersweet» (feat. Lee Hi)                                             | Неальбомный сингл               | Yes   | Bumzu, Mingyu, Jo Yoon-kyeong                                                      | No     | N/A                                         |
| 2021 | Seventeen    | «GAM3 BO1» (Hip Hop Team)                                                | Your Choice                     | Yes   | Bumzu, S.Coups, Mingyu, Woozi, Vernon                                              | No     | N/A                                         |
| 2021 | Seventeen    | «In The Soop»                                                            | Неальбомный сингл               | Yes   | Woozi, Mingyu, Dino, Hoshi, Joshua, DK, Jeonghan                                   | No     | N/A                                         |
| 2021 | Seventeen    | «I can't run away» (그리워하는것까지) (Hip Hop Team)                     | Attacca                         | Yes   | Bumzu, S.Coups, Mingyu, Woozi, Vernon                                              | Yes    | Bumzu, Mingyu, Woozi, Vernon, Lee Min-gyu   |
| 2022 | Seventeen    | «Don Quixote»                                                            | Face the Sun                    | Yes   | Bumzu, Woozi, Melanie Joy Fontana, Michel Shulz, Steven Robert Franks, Tommy Brown | Yes    | Bumzu, Woozi, Fontana, Shulz, Franks, Brown |
| 2023 | Seventeen    | «Fire» (Hip Hop Team)                                                    | FML                             | Yes   | Bumzu, S.Coups, Mingyu, Woozi, Vernon                                              | No     | N/A                                         |
| 2023 | Seventeen    | «Monster» (Hip Hop Team)                                                 | Seventeenth Heaven              | Yes   | Bumzu, S.Coups, Mingyu, Woozi, Vernon                                              | No     | N/A                                         |
| 2024 | Seventeen    | «Lalali» (Hip Hop Team)                                                  | 17 Is Right Here                | Yes   | Bumzu, S.Coups, Mingyu, Woozi, Vernon                                              | No     | N/A                                         |
| 2024 | JxW          | «Leftover» (휴지통) (Wonwoo Solo)                                        | This Man                        | Yes   | Bumzu, Woozi                                                                       | Yes    | Bumzu, Woozi                                |